# Ново-Бережное
Ново-Бережно́е (бел. Новаберажно́е) — посёлок в Столинском районе Брестской области Беларуси. Входит в состав Бережновского сельсовета.  Население — 7 человек (2019).

## География
Расположен в 22 км от Столина, в 267 км от Бреста, в 30 км от железнодорожной станции Видибор.

## История
В 1890 году помещик Олеша разбил сад и парк в 1,5 км от агрогородка Бережное, в котором позднее возникло имение с хозяйским двором и винокуренным заводом. С 1921 года фольварк в составе Столинской гмины Лунинецкого повята Полесского воеводства Польши во владении Константина Олеша.
Национализирован в составе БССР, став хутором. С 2 марта 1940 года в Бережновском сельсовете Столинского района Пинской области.
После войны населённый пункт числился как поселение при Бережновском спиртзаводе, не имея официального названия. Название Ново-Бережное получил в 1969 году.

## Население
Население посёлка на 2019 год составляло 7 человек.
| 1921 | 1980 | 2002 | 2005 | 2009 | 2019 |
| ---- | ---- | ---- | ---- | ---- | ---- |
| 52   | ▼ 36 | ▼ 14 | ▲ 15 | ▼ 10 | ▼ 7  |

## Достопримечательность
- Усадебно-парковый комплекс Олешей
  - Бровар
  - «Парк «Ново-Бережновский» — ботанический памятник природы местного значения

### Утраченное наследие
- Усадьба Олешей[2].

## Галерея

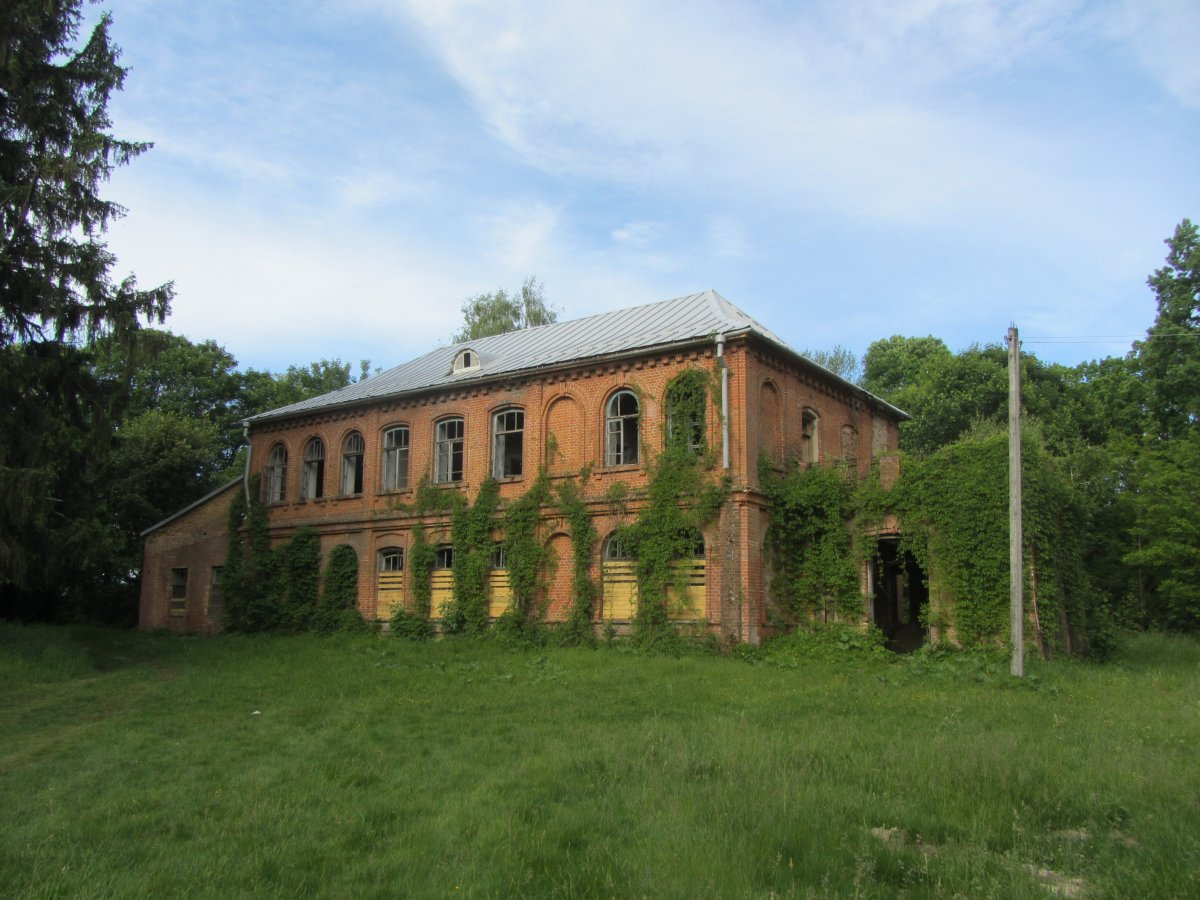
Усадьба Олешей
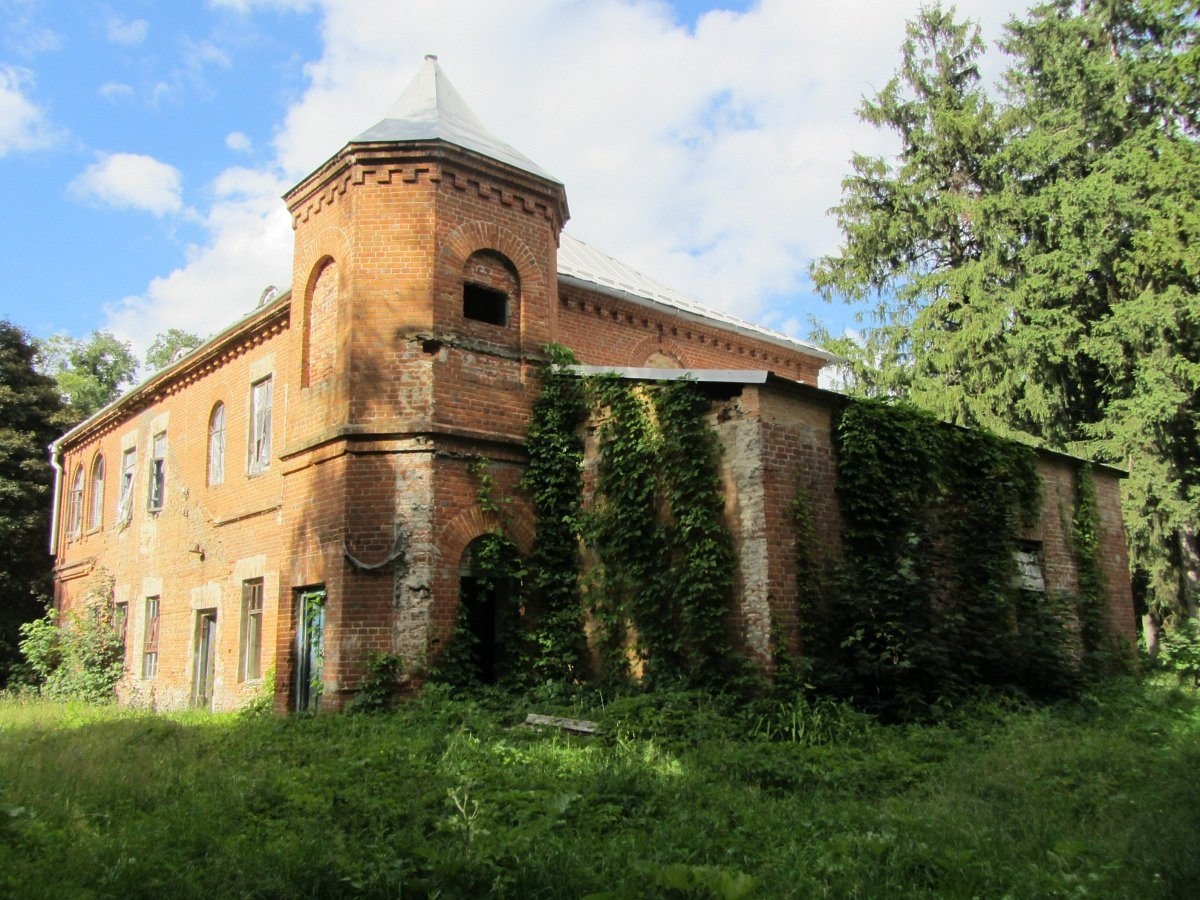
Усадьба
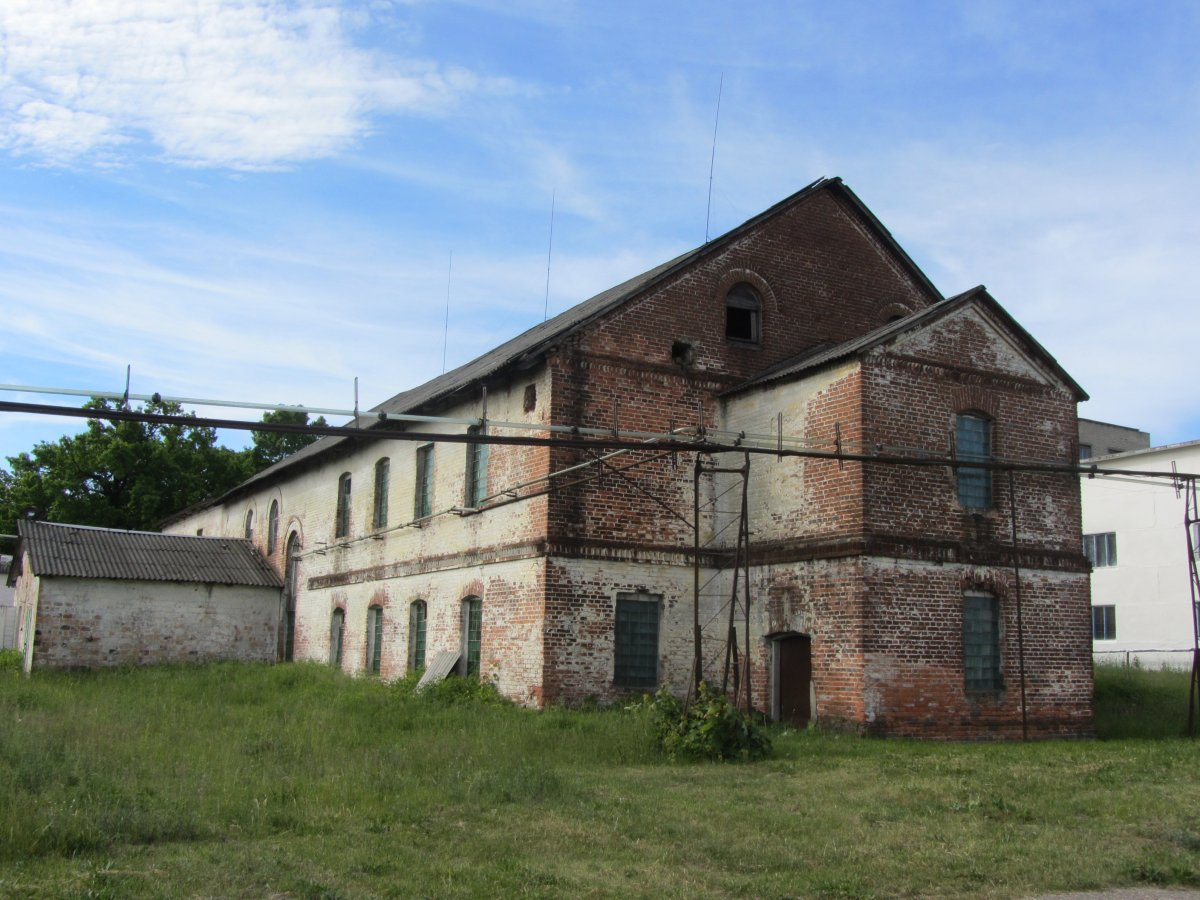
Бровар
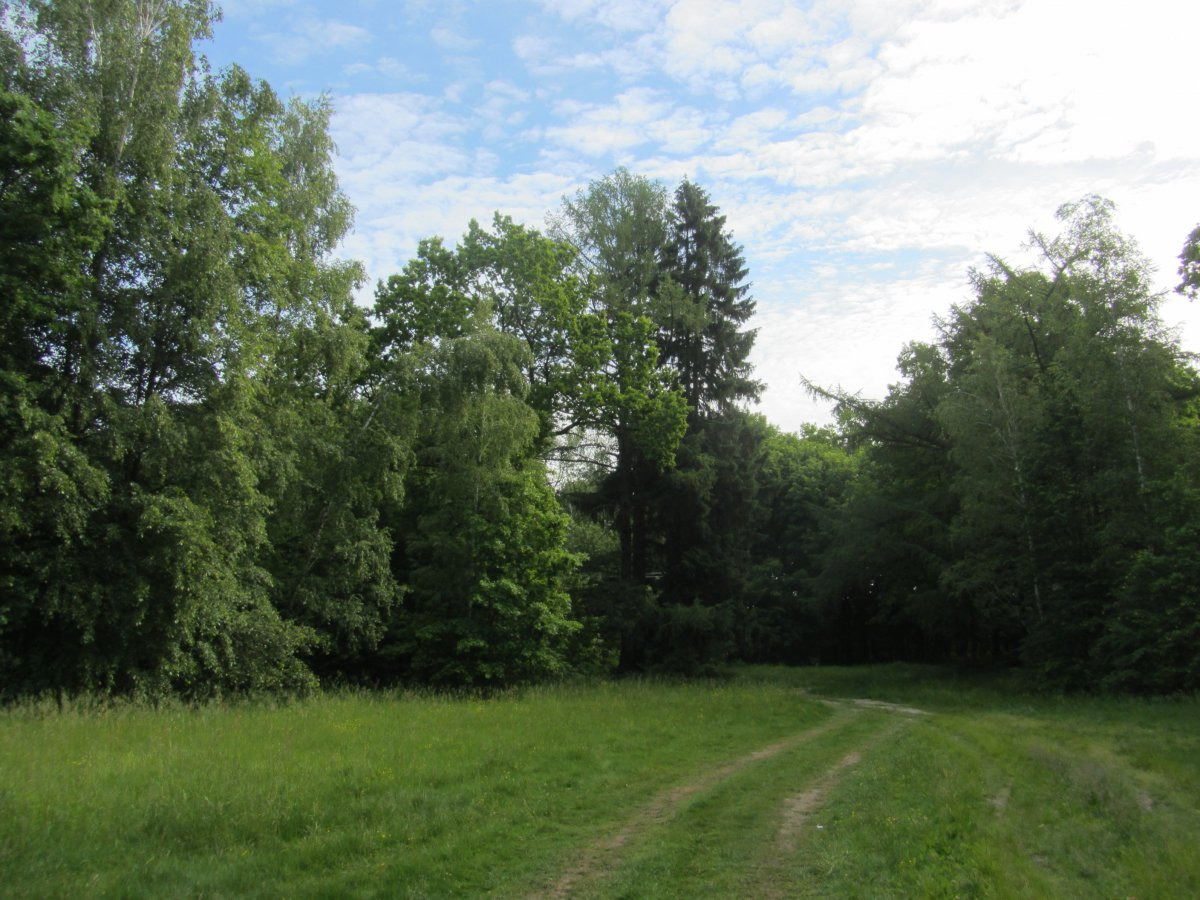
Пейзажный парк
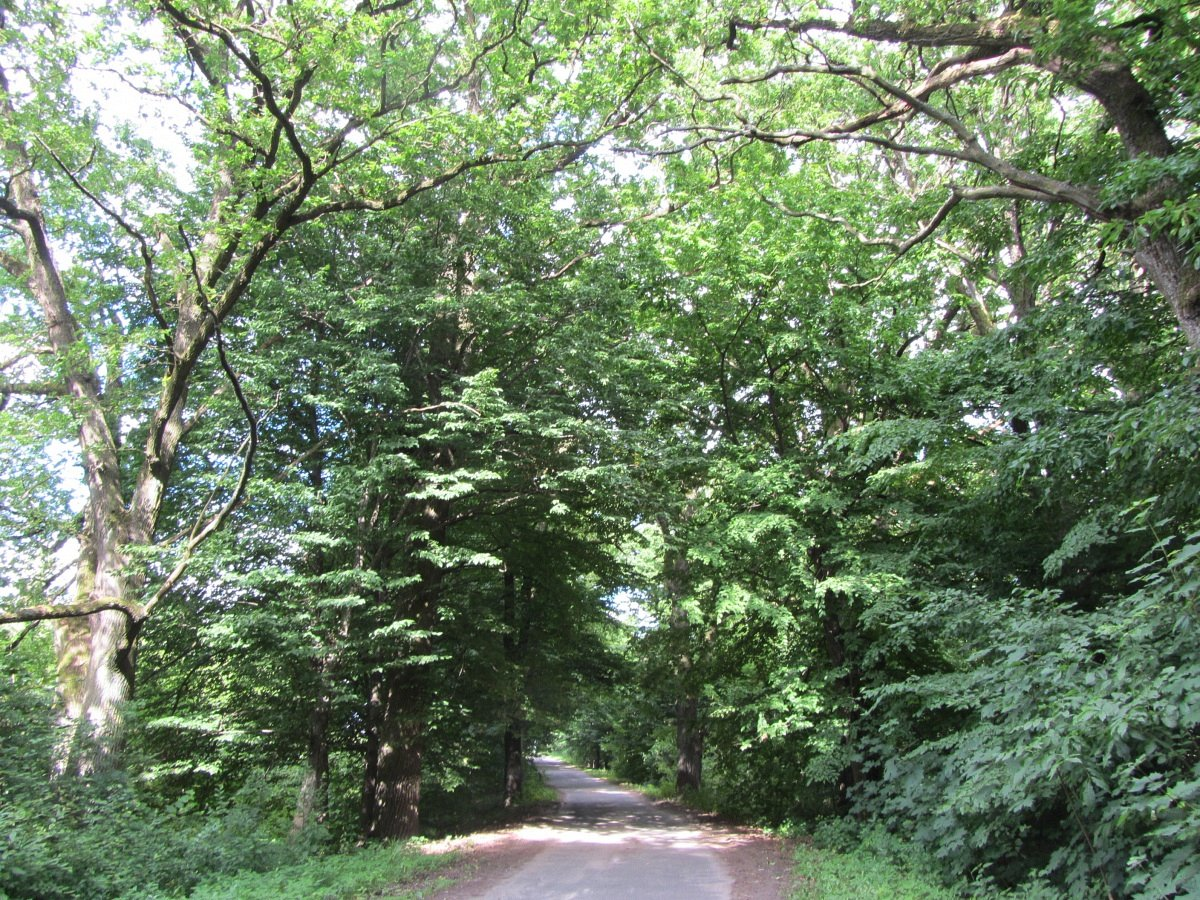
Парк